# Кубок Болгарії з футболу 1973—1974
Кубок Болгарії з футболу 1973—1974 — 34-й розіграш кубкового футбольного турніру в Болгарії. Титул втретє поспіль здобув ЦСКА Септемврійско знаме (Софія).

## Попередній раунд
| Команда 1                 | Рахунок | Команда 2                 |
| ------------------------- | ------- | ------------------------- |
| Струмска слава (Радомир)  | 3:0     | Міньор (Бухово)           |
| Мариця-Ізток (Раднево)    | 0:3     | Сливен                    |
| Бдин (Видин)              | 1:0     | ЖСК-Металург (Мездра)     |
| Ангел Кинчев (Трявна)     | 4:1     | Червено знаме (Павликени) |
| Пірінскі міньор (Симитлі) | 3:4     | Марек (Станке Димитров)   |
| Ботев (Професор Іширково) | 0:5     | Дунав (Русе)              |
| Бенковські (Ісперих)      | 4:3     | Светкавиця (Тирговиште)   |
| Ботев (Кричим)            | 2:5     | Хасково                   |
| Ватев (Белослав)          | 3:1     | Панайот Волов (Шумен)     |
| Родопа (Смолян)           | 4:0     | Арда (Кирджалі)           |

## 1/16 фіналу
| Команда 1                           | Рахунок | Команда 2                |
| ----------------------------------- | ------- | ------------------------ |
| Тракія (Пловдив)                    | 0:1     | Сливен                   |
| Славія (Софія)                      | 1:0     | Бдин (Видин)             |
| Крпачев (Ловеч)                     | 0:2     | Янтра (Габрово)          |
| Септемврійська слава (Михайловград) | 1:0     | Спартак (Плевен)         |
| Чорноморець (Бургас)                | 3:1     | Родопа (Смолян)          |
| Локомотив (Пловдив)                 | 2:1     | Хасково                  |
| Бенковські (Пазарджик)              | 4:1     | Пирин (Благоєвград)      |
| Свобода (Милковиця)                 | 0:1     | Ботев (Враца)            |
| ЖСК-Спартак (Варна)                 | 1:0     | Ангел Кинчев (Трявна)    |
| Етир (Велико-Тирново)               | 3:2     | Добруджа (Толбухін)      |
| Дунав (Русе)                        | 5:0     | Ватев (Белослав)         |
| Берое (Стара Загора)                | 5:0     | Николай Лисков (Ямбол)   |
| Бенковські (Ісперих)                | 1:4     | Черно море (Варна)       |
| Міньор (Перник)                     | 1:0     | Марек (Станке Димитров)  |
| ВІФ Георгі Димитров (Софія)         | 0:1 дч  | Локомотив (Софія)        |
| Академік (Софія)                    | 7:0     | Струмска слава (Радомир) |

## 1/8 фіналу
| Команда 1                           | Заг.    | Команда 2            | 1-й матч | 2-й матч |
| ----------------------------------- | ------- | -------------------- | -------- | -------- |
| Академік (Софія)                    | 8:3     | Сливен               | 6:0      | 2:3      |
| Дунав (Русе)                        | 3:1     | Берое (Стара Загора) | 2:1      | 1:0      |
| Славія (Софія)                      | 6:2     | Янтра (Габрово)      | 3:0      | 3:2      |
| Септемврійська слава (Михайловград) | 3:11    | Чорноморець (Бургас) | 1:2      | 2:9      |
| Бенковські (Пазарджик)              | 3:3 (ч) | Локомотив (Пловдив)  | 1:1      | 2:2      |
| Етир (Велико-Тирново)               | 3:1     | Локомотив (Софія)    | 3:1      | 0:0      |
| Ботев (Враца)                       | 2:4     | ЖСК-Спартак (Варна)  | 2:1      | 0:3      |
| Черно море (Варна)                  | 5:5 (ч) | Міньор (Перник)      | 4:3      | 1:2      |

## 1/4 фіналу
| Команда 1              | Заг.    | Команда 2            | 1-й матч | 2-й матч |
| ---------------------- | ------- | -------------------- | -------- | -------- |
| Славія (Софія)         | 4:2     | Чорноморець (Бургас) | 4:1      | 0:1      |
| Бенковські (Пазарджик) | 2:2 (ч) | Академік (Софія)     | 2:1      | 0:1      |
| Етир (Велико-Тирново)  | 2:1     | ЖСК-Спартак (Варна)  | 2:1      | 0:0      |
| Дунав (Русе)           | 2:3     | Міньор (Перник)      | 2:1      | 0:2      |

## 1/2 фіналу
Клуби Левські-Спартак (Софія) та ЦСКА Септемврійско знаме (Софія) потрапили одразу до півфіналу. Причиною цьому стала участь значної кількості їх гравців у складі Збірної Болгарії на Чемпіонаті світу 1974.
Перший етап
| Команда 1        | Рахунок | Команда 2             |
| ---------------- | ------- | --------------------- |
| Міньор (Перник)  | 3:1     | Етир (Велико-Тирново) |
| Академік (Софія) | 1:0     | Славія (Софія)        |

Другий етап
| Команда 1                        | Рахунок | Команда 2        |
| -------------------------------- | ------- | ---------------- |
| Левські-Спартак (Софія)          | 2:1     | Міньор (Перник)  |
| ЦСКА Септемврійско знаме (Софія) | 1:0     | Академік (Софія) |

## Матч за третє місце
| Команда 1        | Рахунок | Команда 2       |
| ---------------- | ------- | --------------- |
| Академік (Софія) | 3:2     | Міньор (Перник) |

## Фінал
| 10 серпня 1974 |

| ЦСКА Септемврійско знаме (Софія) | 2:1 дч   | Левські-Спартак (Софія) |
| -------------------------------- | -------- | ----------------------- |
| Марашлиєв 9' Колев 101'          | Протокол | Цветков 65'             |

| «Васил Левський», Софія Глядачів: 40 000 Арбітр: Цветан Станев |